# Leon Dąbrowiecki
Leon Dąbrowiecki (ur. 8 lutego 1913 w Krakowie, zm. 15 września 1977 tamże) – polski kolarz szosowy i torowy, zdobył wiele tytułów mistrzowskich.

## Życiorys
Startował w barwach klubów krakowskich – Cracovii, Garbarni, RKS Legii Kraków.
W 1938 r. zdobył tytuł Wicemistrza Polski w długodystansowym wyścigu torowym (50 km).
W 1946 roku wygrywa drużynowe Mistrzostwo Polski w kolarstwie torowym – RKS LEGIA Kraków.
Czwarty na liście najlepszych kolarzy torowych w 1946 roku ustalonej przez Polski Związek Kolarski opublikowanej w „SPORT KOLARSKI” z 8 grudnia 1946 r. W latach 50. jeździł jako pilot-motocyklista w wielu wyścigach kolarskich.
Zmarł w wieku 64 lat, został pochowany na cmentarzu Rakowickim w Krakowie (cmentarzu wojskowym przy ul. Prandoty, kw. LXXXII-7-6)

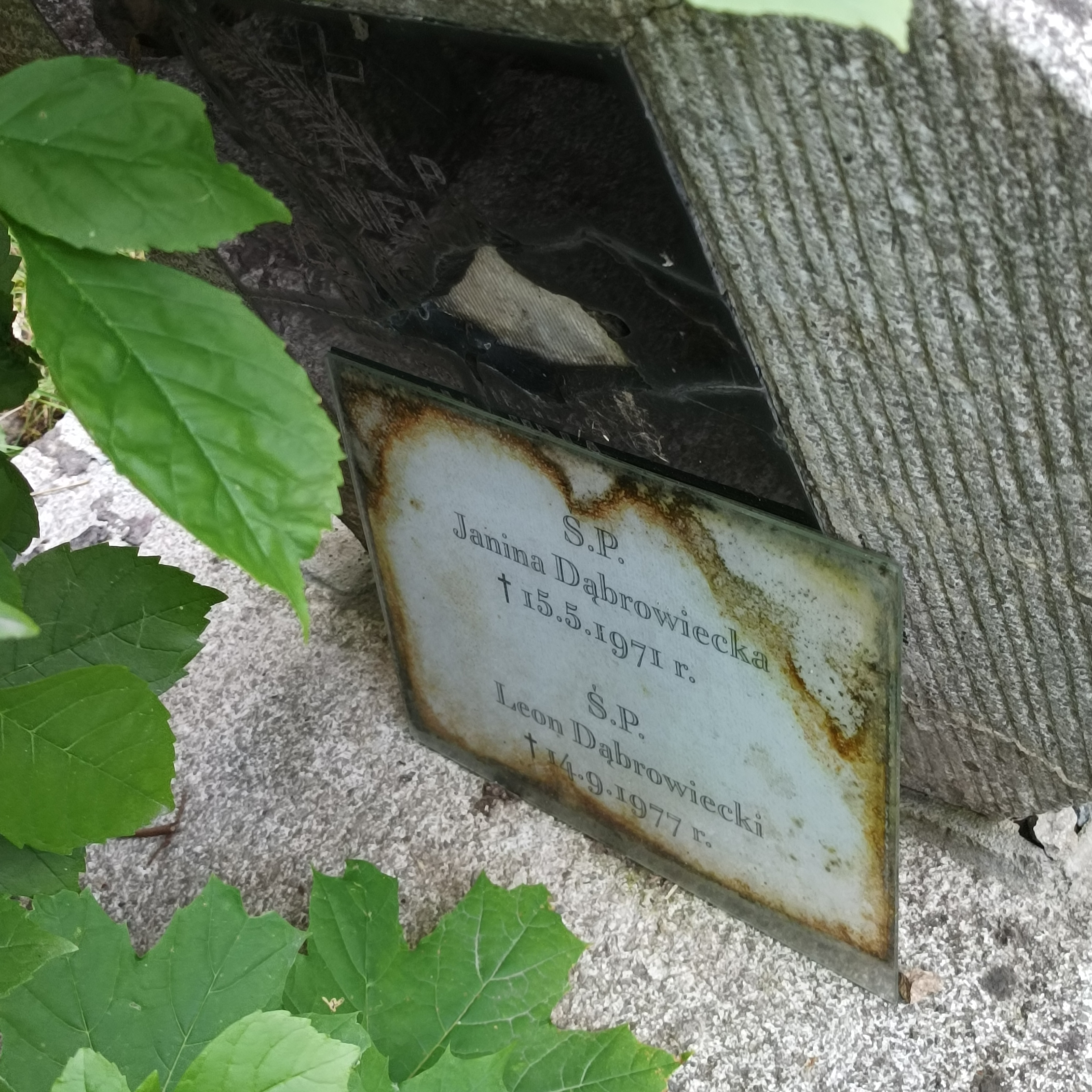
Tabliczka na grobie Leona Dąbrowieckiego (lipiec 2022)